# Move Your Feet
 (avril 2019).
Singles de Junior Senior
Rhythm Bandits
Move Your Feet est une chanson du duo pop danois Junior Senior.

## Historique
Initialement sortie en juillet 2002 au Danemark, pays d'origine du groupe, elle a été distribuée mondialement en 2003 et est devenue le plus grand succès de Junior Senior, atteignant notamment la 3e place des classements au Royaume-Uni et la 20e en Australie.